# Русская система мер

Соотношение единиц длины с пропорциями тела человека

Русская система мер — система мер, традиционно применявшихся на Руси и в Российской империи. Была стандартизирована на основе английских мер императорским указом 1835 года: введены дюйм, линия, точка, фут. Аршин приравнен к 28 дюймам, сажень — к 7 футам, ряд устаревших мер (дольные по отношению к версте) исключены. Позже на смену русской системе пришла метрическая система мер, которая была допущена к применению в России (в необязательном порядке) по закону от 4 июня 1899 года. Применение метрической системы мер в РСФСР стало обязательным по декрету СНК РСФСР от 14 сентября 1918 года, а в СССР — постановлением СНК СССР от 21 июля 1925 года. Узаконенные основные соотношения между старыми русскими мерами и метрическими: 1 аршин равен 0,711200 метра, 1 фунт равен 0,40951241 килограмма.
Несмотря на отсутствие практического применения, названия русских мер продолжают использоваться во фразеологических оборотах и исторических исследованиях.
Ниже приведены меры и их значения согласно «Положению о мерах и весах» (1899), если не указано иное. Более ранние значения этих единиц могли отличаться от приведённых; так, например, уложением 1649 года была установлена межевая верста в 1 тыс. саженей (примерно 2,1336 км), тогда как в XIX веке верста составляла 500 саженей; применялись и вёрсты длиной 656 и 875 саженей.

## Старорусские меры длины
- 1 поприще идентично версте[6]; термин употреблялся «в церковной среде» и к XVIII веку вышел из употребления[7]; иногда термином «поприще» подменяли иностранные термины «миля» и «стадий».
- Миля часто упоминалась в русских документах со ссылками на другие страны; в «Книге большого чертежу» милями измерено несколько дорог на территориях, незадолго до этого отвоеванных у Речи Посполитой, то есть речь шла о польских милях. Однако была и русская миля: 1 русская миля = 7 вёрст ≈ 7468 м. Русская семивёрстная миля и производная от неё единица площади (квадратная миля, 49 кв. вёрст) продолжала использоваться в справочниках вполь до 1917 года.
- 1 верста («путевая» или «пятисотная», «пятисотка») = 500 сажен ≈ 1066,8 м; помимо «путевой» применялось ещё несколько типоразмеров верст (в 1280 м, 1389 м, 1482 м (римская миля, возможно), 1852 м (итальянская географическая миля), 1778 м («мерная» старая) и 2133,6 м («мерная» новая), которые, как правило, назывались просто «верстой»[8].
- 1 цепь = 50 казённых сажен ≈ 106,68 м.
- 1 шест = 10 казённых сажен ≈ 21,336 м.
- 1 сажень «мерная» (она же поздняя «маховая») = 2,5 аршина = 40 вершков ≈ 177,7 см — стандартная русская мера до введения «казённой» сажени.
- 1 сажень косая до XVII века (она же «городовая» и «мостовая») ≈ 248,5 см (расстояние от носка левой ноги до конца среднего пальца поднятой вверх правой руки — человек стоит буквой «Х»); в XVIII…XX веках имя «косая» перешло к «сажени без чети».
- 1 сажень «без чети» = 3 аршина без одной четверти аршина (чети) = 44 вершка ≈ 197,5 см. Очень древняя мера (зафиксирована в каменных постройках не позднее XI века).
- 1 сажень «казённая» = 3 аршина = 7 футов = 12 четей (четвертей аршина) = 48 вершков = 84 дюйма ≈ 213,36 см. «Казённая» сажень была введена Иваном Грозным как стандартная русская мера наравне с аршином, но окончательно вытеснила «мерную» и другие типоразмеры сажен из официального оборота только к концу XVII века.
- 1 сажень «с четью» = 3 аршина с одной четвертью аршина = 52 вершка ≈ 230 см применялась в зодчестве с конца XV века (похоже, была завезена на Русь итальянцами).
- сажени «церковная» (≈ 185…187 см), «ручная» (≈ 160…165 см) и «в три с половиной аршина» (≈ 249…252 см) изредка упоминаются в документах.
- 1 аршин (шаг) = 4 четверти = 28 дюймов = 16 вершков = 71,12 см. Такой размер аршина был введён Петром I, а окончательно утверждён только в царствование Александра I. Аршин сменил в качестве стандартной торговой меры русский локоть в середине XVI века. Исходный размер аршина (XV—XVI век) точно не известен (разброс оценок: от 68,6 см до 71,8 см). При Алексее Михайловиче был введён «указной» аршин в 71,776 см, который использовался параллельно с аршином Петра I весь XVIII и начало XIX века.
- 1 локоть «московский» = 2 пяди ≈ 44,4…47,4 см (в XVI веке 3 локтя приравнивались 2 аршинам). Точный размер его не известен. С середины XVI века был вытеснен из оборота аршином.
- 1 локоть «иванский» ≈ 53…54,7 см. Применялся издревле в Новгороде. Точный размер его не известен, время упразднения — тоже.
- 1 фут = 1⁄7 казённой сажени = 12 дюймов = 30,48 см[3]. Фут и дюйм были заимствованы Петром I у англичан с целью облегчить расчёты по корабельным контрактам. В XIX веке русские аршин и сажень были официально привязаны к английским дюйму (28 дюймов на аршин) и футу (7 футов на сажень).
- 1 пядь с кувырком (пядень с кувырком, пядь с кувыркой, она же «великая») ≈ 26,6…27,4 см (расстояние между концами большого пальца и указательного пальца с прибавкой двух суставов указательного пальца — «кувырок» выполнялся фиксированием конца указательного пальца на одной точке при измерении и перекладыванием пальца через ноготь на продолжение линии измерения).
- 1 пядь (пядень, возможно, её также называли «мерная») ≈ 23,153 см (расстояние между концами большого пальца и мизинца).
- 1 четверть аршина (четь, до XVI века, возможно, употреблялась под именем «пядь») = 1⁄12 сажени = 1⁄4 аршина = 4 вершка = 7 дюймов = 177,8 мм[9].
- 1 вершок = 1⁄4 чети = 1⁄16 аршина = 1+3⁄4 дюйма = 44,45 мм.
- 1 дюйм = 10 линиям = 25,4 мм.
- 1 линия = 2,54 мм.

| Единица         | Отношение к меньшей      | Футы   | Аршины | Миллиметры | Метры     | Примечания |
| --------------- | ------------------------ | ------ | ------ | ---------- | --------- | --- |
| точка           |                          | 1⁄1200 | 1⁄2800 | 0,254      | 0,000 254 | |
| линия           | 10 точек                 | 1⁄120  | 1⁄280  | 2,54       | 0,00254   | |
| сотка           | 84 точек                 | 7⁄100  | 3⁄100  | 21,336     | 0,021336  | |
| дюйм            | 10 линий                 | 1⁄12   | 1⁄28   | 25,4       | 0,0254    | Дюйм заимствован вместе с футом при Петре I. |
| вершок          | 1+3⁄4 дюйма              | 7⁄48   | 1⁄16   | 44,45      | 0,04445   | |
| четверть (пядь) | 4 вершка или 7 дюймов    | 7⁄12   | 1⁄4    | 177,8      | 0,1778    | |
| фут             | 12 дюймов                | 1      | 3⁄7    | 304,8      | 0,3048    | Английская мера длины, заимствованная при Петре I для упрощения кораблестроительных заказов за рубежом. При этом для точного соответствия 7 английским футам была немного уменьшена длина сажени (а следовательно, аршина и вершка). |
| аршин           | 16 вершков или 28 дюймов | 2 1⁄3  | 1      | 711,2      | 0,7112    | |
| сажень          | 3 аршина или 7 футов     | 7      | 3      | 2133,6     | 2,1336    | |
| верста          | 500 саженей              | 3500   | 1500   | 1 066 800  | 1066,8    | |

Рост человека и крупных животных обозначался в вершках сверх двух аршин, для мелких животных — сверх одного аршина. Например, выражение «человек 12 вершков роста» означало, что его рост равен 2 аршинам 12 вершкам, то есть приблизительно 196 см.

## Меры площади
- 1 кв. миля = 49 кв. вёрст ≈ 55,765 км² (производная единица от русской мили, равной 7 верстам).
- 1 кв. верста = 250 000 кв. саженям ≈ 1,1381 км².
- 1 десятина = 2400 кв. саженям = 10 925,4 м² ≈ 1,0925 га.
- 1 четь = 1⁄2 десятины = 1200 кв. саженям ≈ 5462,7 м² = 0,54627 га. Эта мера земельной площади известна с конца XV века, а название своё получила от хлебной меры: на участок такой площади высевали как раз четверть кади ржи. Четверть представляла собой прямоугольный участок земли размером 40×30 саженей, или около 85,3×64 м[10].
- 1 осьминник = 1⁄8 десятины = 300 кв. саженям ≈ 1365,675 м² ≈ 0,137 га.
- 1 кв. сажень = 9 кв. аршинам = 49 кв. футам ≈ 4,55225 м².
- 1 кв. аршин = 256 кв. вершкам ≈ 0,505805 м².
- 1 кв. фут = 144 кв. дюймам = 929,0304 см².
- 1 кв. вершок = 3,0625 кв. дюймам ≈ 19,758 см².
- 1 кв. дюйм = 100 кв. линиям = 6,4516 см².
- 1 кв. линия = 1⁄100 кв. дюйма = 6,4516 мм².

## Меры объёма
- 1 куб. сажень = 27 куб. аршинам = 343 куб. футам ≈ 9,7127 м³
- 1 куб. аршин = 4096 куб. вершкам = 21 952 куб. дюймам ≈ 359,7288 дм³
- 1 куб. фут = 1728 куб. дюймам ≈ 28,3168 дм³
- 1 куб. вершок = 5,3594 куб. дюймам ≈ 87,8244 см³
- 1 куб. дюйм = 1000 куб. линий ≈ 16,3871 см³
- 1 куб. линия = 1⁄1000 куб. дюйма ≈ 16,3871 мм³

### Меры сыпучих тел (хлебные меры)
- 1 цебр = 26—30 четвертям.

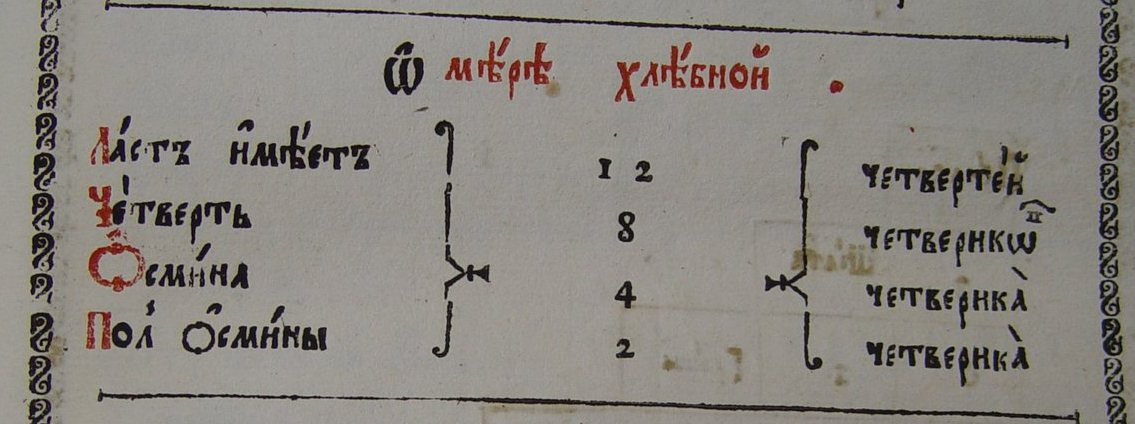
Хлебные меры по Арифметике Магницкого

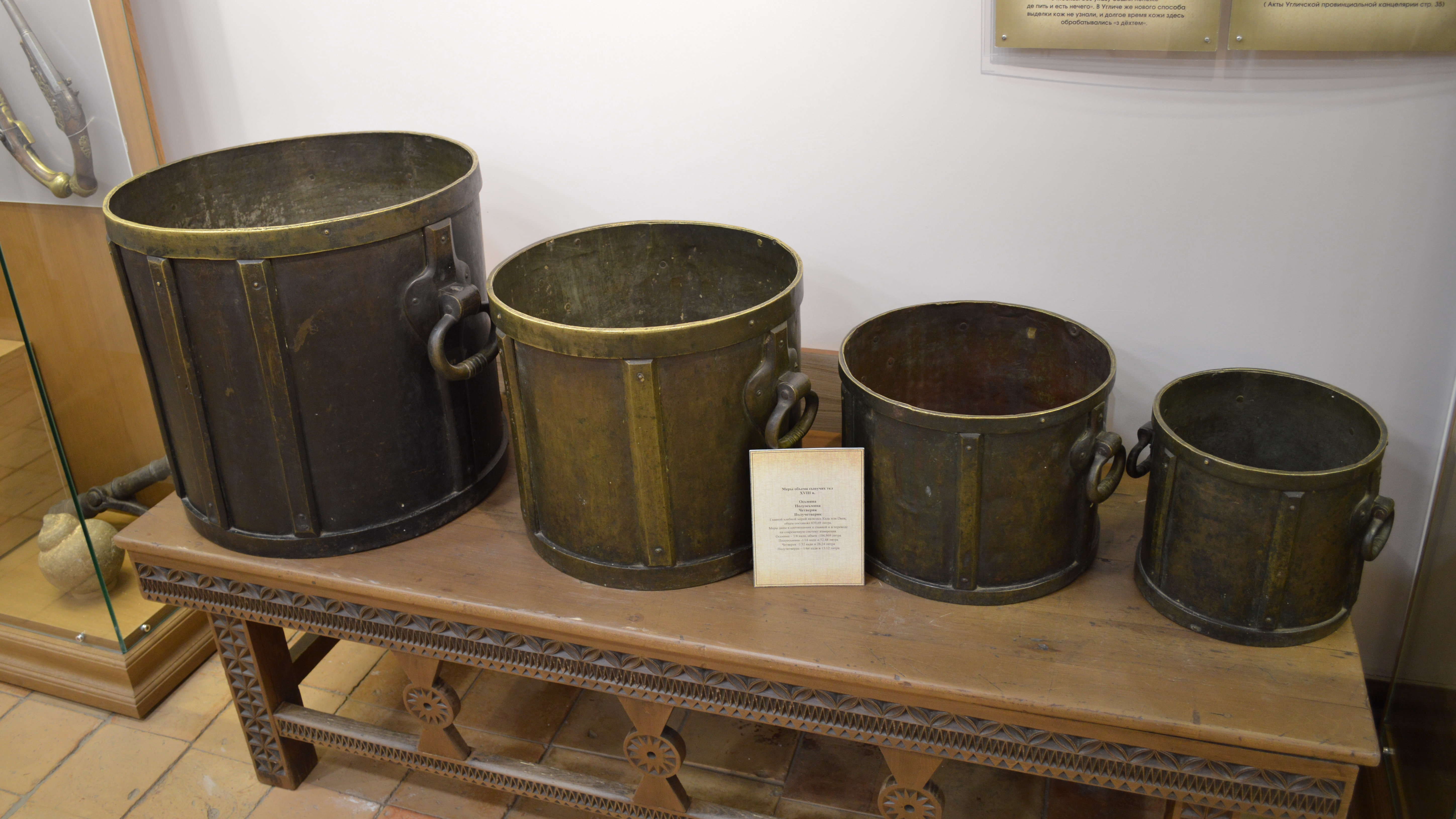
Меры объёма сыпучих тел: осьмина, полуосьмина, четверик, получетверик.

- 1 кадка (кадь, оков) = 2 половникам = 4 четвертям = 8 осьминам ≈ 839,69 л = 14 пудам ржи ≈ 229,32 кг). Использовалась в XII—XVI веках. В отдельных княжествах использовались местные меры: в Новгороде — коробья (полкади), во Пскове — зобница (две трети кади). Также в ходу было «лукошко» — 16 кг ржи[10].
- 1 куль: ржи — 9 пудов+10 фунтов ≈ 151,52 кг; овса — 6 пудов+5 фунтов ≈ 100,33 кг
- 1 полокова, половник = 419,84 л (= 7 пудам ржи = 114,66 кг).
- 1 четверть, четь (для сыпучих тел) = 2 осьминам (получетвертям) = 4 полуосьминам = 8 четверикам = 64 гарнцам.

(≈ 209,912 л — 1902 г.). (≈ 209,66 л — 1835 г.).
- 1 осьмина = 4 четверикам ≈ 104,95 л (=1¾ пуда ржи ≈ 28,665 кг).
- 1 полосьмина ≈ 52,48 л.
- 1 четверик = 1 мере[11] = 1⁄8 четверти = 8 гарнцам ≈ 26,2387 л.

(≈ 26,239 л (1902 г.)). (= 64 фунтам воды ≈ 26,208 л (1835 г)).
- 1 получетверик ≈ 13,12 л.
- 1 четвёрка ≈ 6,56 л.
- 1 гарнец, малый четверик = ¼ ведра = 1⁄8 четверика = 12 стаканам ≈ 3,2798 л.

(≈ 3,28 л — 1902 г.).
(≈ 3,276 л — 1835 г.).
- 1 полугарнец (пол-малый четверик) = 1 штоф = 6 стаканам ≈ 1,64 л.

(Пол-пол-малый четверик = 0,82 л, пол-пол-пол-малый четверик ≈ 0,41 л).
- 1 стакан ≈ 0,273 л

| Мера объёма                     | Литры                |
| ------------------------------- | -------------------- |
| Цебр                            | 5457,5872 — 6297,216 |
| Кадка                           | 839,69               |
| Полокова                        | 419,84               |
| Четверть                        | 209,9072             |
| Осьмина                         | 104,95               |
| Полосьмина                      | 52,48                |
| Четверик                        | 26,2387              |
| Получетверик                    | 13,12                |
| Четвёрка                        | 6,56                 |
| Гарнец                          | 3,2798               |
| Полугарнец (пол-малый четверик) | 1,64                 |
| Пол-пол-малый четверик          | 0,82                 |
| Пол-пол-пол-малый четверик      | 0,41                 |
| 1 стакан                        | 0,273                |

### Меры жидких тел («винные меры»)

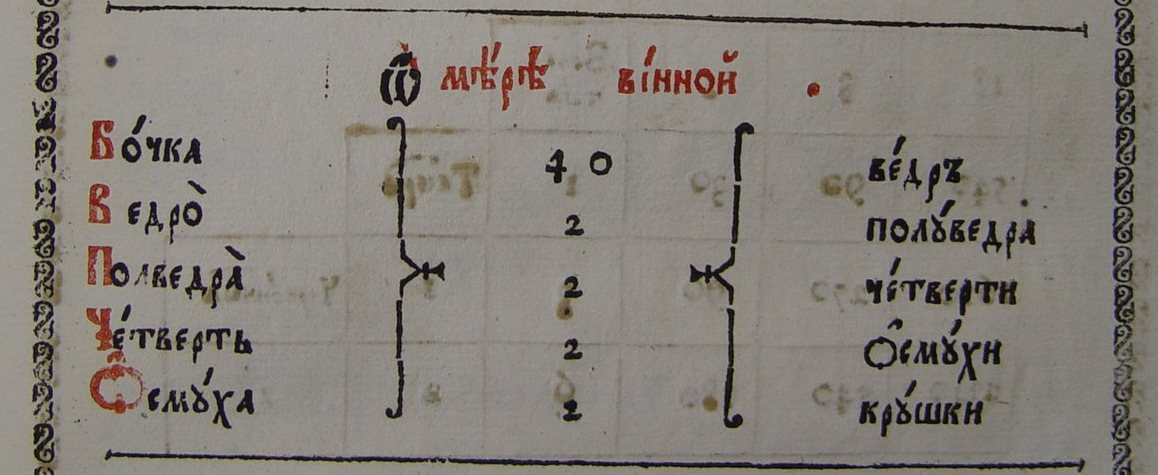
Винные меры по Арифметике Магницкого

- 1 бочка = 40 вёдрам ≈ 491,976 л (491,96 л);
- 1 корчага = 2 ведра (около 25 л);
- 1 ведро = 4 четвертям ведра = 10 штофам = 1⁄40 бочки ≈ 12,29941 л (на 1902 г.);
- 1 четверть (ведра) = 1 гарнец = 2,5 штофа = 4 бутылкам для вина = 5 водочным бутылкам ≈ 3,0748 л;
- 1 гарнец = 1⁄4 ведра = 12 стаканам;
- 1 штоф осьмериковый (осьмуха) = 1⁄8 ведра = 2 винные бутылки = 1,537375 л;
- 1 штоф (десятериковый штоф, кружка) = 3 фунтам чистой воды = 1⁄10 ведра = 2 водочным бутылкам = 10 чаркам = 20 шкаликам ≈ 1,2299 л (1,2285 л);
- 1 винная бутылка = 1⁄16 ведра = 1⁄4 гарнца = 1⁄2 осьмерикового штофа = 3 стаканам ≈ 0,68; 0,77 л; 0,7687 л;
- 1 водочная (пивная) бутылка (полуштоф)= 1⁄20 ведра = 5 чаркам ≈ 0,615; 0,60 л;
- 1 бутылка = 3⁄40 ведра (Указ от 16 сентября 1744 года[источник не указан 3256 дней]);
- 1 косушка = 1⁄40 ведра = 1⁄4 кружки = 1⁄4 штофа = 1⁄2 полуштофа = 1⁄2 водочной бутылки = 5 шкаликам ≈ 0,307475 л;
- 1 стакан ≈ 0,273 л;
- 1 четушка = 1⁄50 ведра ≈ 245,98 мл;
- 1 чарка = 1⁄100 ведра = 2 шкаликам ≈ 122,99 мл;
- 1 шкалик = 1⁄200 ведра ≈ 61,5 мл.

| Мера             | Отношение к меньшей                     | Вёдра | Литры    | Примечания |
| ---------------- | --------------------------------------- | ----- | -------- | ---------- |
| шкалик           |                                         | 1⁄200 | 0,0615   |            |
| чарка            | 2 шкалика                               | 1⁄100 | 0,123    |            |
| водочная бутылка | 5 чаркам                                | 1⁄20  | 0,614962 |            |
| винная бутылка   | 3 стакана                               | 1⁄16  | 0,7687   |            |
| штоф             | 2 водочные бутылки                      | 1⁄10  | 1,2299   |            |
| четверть         | 4 винные бутылки или 5 водочных бутылок | 1⁄4   | 3,0748   |            |
| ведро            | 4 четверти                              | 1     | 12,29941 |            |
| бочка            | 40 вёдер                                | 40    | 491,976  |            |

## Меры веса (массы)
| Мера         | Отношение к меньшей | Фунты  | Граммы     | Килограммы | Примечания |
| ------------ | ------------------- | ------ | ---------- | ---------- | ---------- |
| доля (пирог) |                     | 1⁄9216 | 0,0444     |            |            |
| почка        | 4 доли              | 1⁄2400 | 0,17       |            |            |
| золотник     | 96 долей            | 1⁄96   | 4,2657     |            |            |
| лот          | 3 золотника         | 1⁄32   | 12,79726   |            |            |
| фунт         | 32 лота             | 1      | 409,5124   | 0,40951241 |            |
| пуд          | 40 фунтов           | 40     | 16380,4964 | 16,380496  |            |
| берковец     | 10 пудов            | 400    |            | 163,8      |            |

Из сведений «Торговой книги» XVI века вытекает, что самыми малыми единицами измерения на Руси являлись золотник (примерно 4,27 г), почка (1⁄25 золотника, или 0,17 г) и пирог (доля), равная четверти почки (0,44 мг). Эта мера веса почти вышла из употребления к концу XV столетия.
- 1 ласт = 6 четвертям = 72 пудам ≈ 1179,36 кг.
- 1 четверть вощаная = 12 пудам ≈ 196,56 кг.
- 1 берковец = 10 пудам = 400 гривнам (большим гривенкам, фунтам) = 800 гривенкам ≈ 163,8 кг.
- 1 контарь (кантар) ≈ 40,95 кг.
- 1 пуд = 40 большим гривенкам или 40 фунтам = 80 малым гривенкам = 16 безменам = 1280 лотам = 16,3804964 кг.
- 1 полпуда ≈ 8,19 кг.
- 1 батман = 10 фунтам ≈ 4,095 кг.
- 1 безмен = 5 малым гривенкам = 1⁄16 пуда ≈ 1,022 кг.
- 1 полубезмен ≈ 0,511 кг.
- 1 большая гривенка, гривна, (позднее — фунт) = 1⁄40 пуда = 2 малым гривенкам = 4 полугривенкам = 32 лотам = 96 золотникам = 9216 долям ≈ 409,5 г (11—15 вв.).
- 1 фунт = 0,40951241 кг[12].
- 1 гривенка малая = 2 полугривенкам = 48 золотникам = 1200 почкам = 4800 пирогам ≈ 204,8 г.
- 1 полугривенка ≈ 102,4 г.

Применялись также: 1 либра = 3⁄4 фунта ≈ 307,1 г; 1 ансырь ≈ 546 г, не получил широкого распространения.
- 1 лот = 3 золотникам = 288 долям ≈ 12,79726 г.
- 1 золотник = 96 долям ≈ 4,265754 г.
- 1 золотник = 25 почкам (до XVIII в.).
- 1 доля = 1⁄96 золотника ≈ 44,43494 мг.

С XIII по XVIII века употреблялись такие меры веса, как почка и пирог:
- 1 почка = 1⁄25 золотника ≈ 171 мг.
- 1 пирог = 1⁄4 почки ≈ 43 мг.

### Меры веса (массы) аптекарские и тройские
Аптекарский вес — система мер массы, употреблявшаяся при взвешивании лекарств до 1927 г.
(отличаются от аптекарских единиц, применяемых в Англии)
- 1 фунт = 12 унций = 84 золотника ≈ 358,323 г.
- 1 унция = 8 драхм ≈ 29,860 г.
- 1 драхма = 1⁄8 унции = 3 скрупула ≈ 3,732 г.
- 1 скрупул = 1⁄3 драхмы = 20 гранов ≈ 1,244 г.
- 1 гран ≈ 62,209 мг.

## Меры поштучных предметов
- 1 пара = 2 штуки
- 1 дюжина = 12 штук
- 1 гросс = 12 дюжин = 144 штуки
- 1 масса = 12 гроссов = 144 дюжины = 1728 штук

## Меры счёта бумаги
- 1 кипа = 10 стоп
- 1 стопа = 20 дестей
- 1 десть (8 × 10 вершков ≈ 35 × 44 см) = 24 листа
- 1 лист = 2 полулиста
- 1 полулист = 1⁄2 листа

## Меры времени
Применялись до начала XVIII века. После реформ Петра I некоторые меры были заменены на меры из европейской системы мер времени.
| Мера                          | Отношение к меньшей       | Секунды | Примечания |
| ----------------------------- | ------------------------- | ------- | --- |
| лето или год                  | 52 недели                 |         | |
| месяц                         |                           |         | Названия месяцев были в употреблении и до начала XVIII века, но в источнике всех этих мер времени понятие «месяц» отсутствует. |
| неделя                        | 7 дней                    |         | |
| день                          | 24 часа                   | 86400   | |
| час                           | 5 первых дробных часов    | 3600    | |
| полчаса                       |                           | 1800    | Данная единица измерения применялась на циферблате часов до начала XVIII века, сейчас применяются только часовой бой и минутная стрелка для её обозначения. |
| четверть часа                 |                           | 900     | Обозначалась на часах до начала XVIII века только часовым боем, сейчас ещё и минутной стрелкой. |
| первый дробный час            | 5 вторых дробных часов    | 720     | Данная единица измерения применялась в часах Галовея и была равна 2 шагам нониуса часов. |
| второй дробный час            | 5 третьих дробных часов   | 144     | Предыдущие единицы измерения применялись в быту, а «другие» данные и ниже приведённые дробные часы применялись для более точных расчётов, например в астрономии. |
| третий дробный час            | 5 четвёртых дробных часов | 28,8    | В старинных записях дробные часы никак не обозначены, из каких они рядов дробей. Уровень дробного часа можно определить по шкале 1-5-25-125-625-3125-15625-78125, так например: «Луна 1 час 48 дробей» по шкале {между 25 и 125} получается 1 час 48 третьих дробных часов.                               |
| четвёртый дробный час         | 5 пятых дробных часов     | 5,76    | Для сложения и вычитания дробных часов их надо приводить к часам с простыми дробями, например: 1 час 32 дробных = 1 32⁄125 ч. После полученный результат возвращают к «дробному» виду путём умножения до семи раз дробной части на 5 до получения только целого числа, бывают и исключения, смотри часец. |
| пятый дробный час             | 5 шестых дробных часов    | 1,152   | Как писались в России цифры до XVIII века см. Система записи чисел кириллицей. |
| шестой дробный час            | 5 седьмых дробных часов   | 0,2304  | |
| седьмой дробный час или часец |                           | 0,04608 | Если после одного умножения дробной части на 5 не появилась целая часть, это значило, что существует более крупное число для такой «дробной» части. Тогда умножали 7 раз на 5 и приписывали «часец», показывая, что при обратном переводе надо делить 7 раз на 5.                                         |

## Устойчивые выражения
- Слышно за версту.

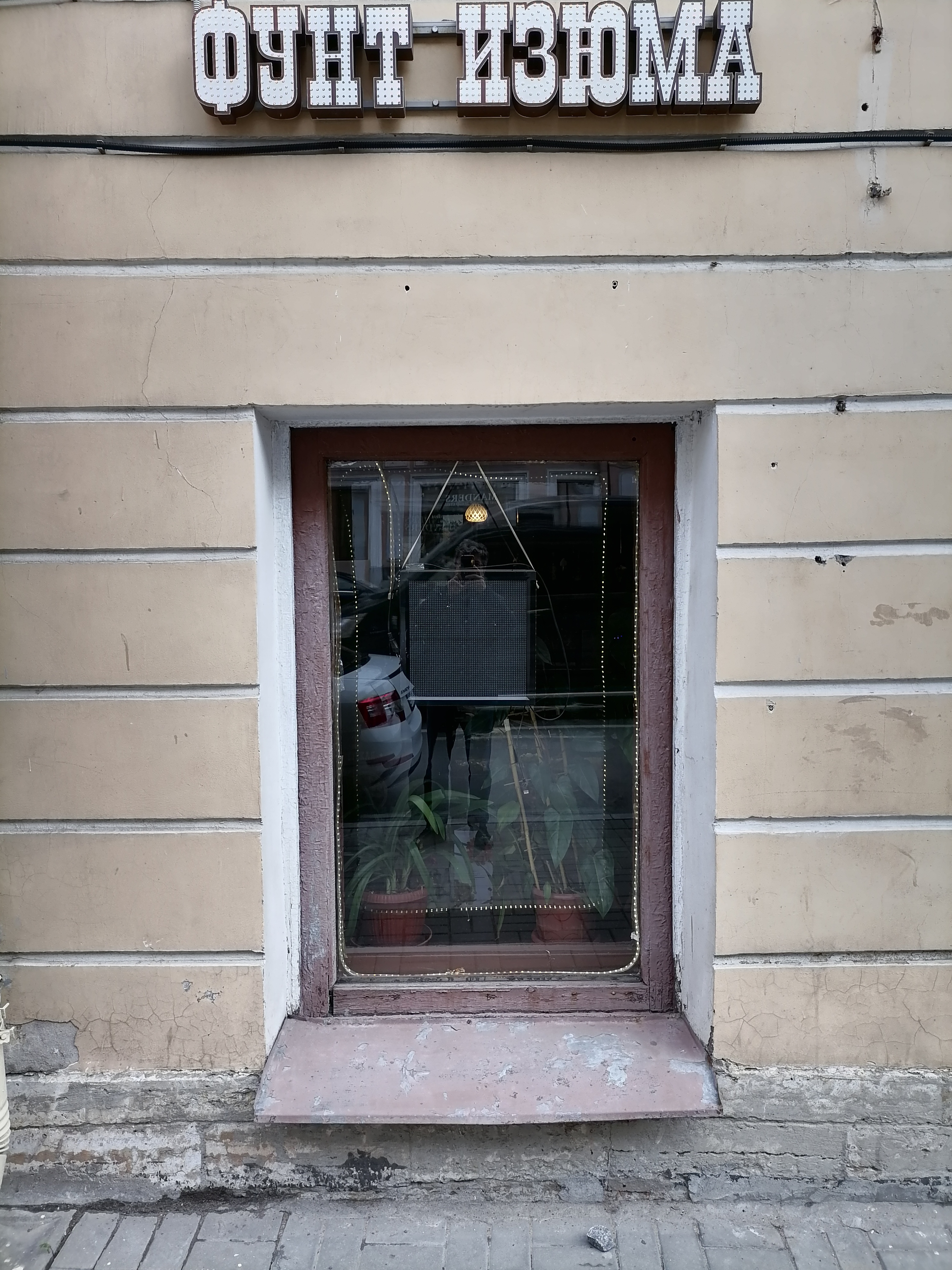

- Семь вёрст до небес и всё лесом (о пустой болтовне).
- Бешеной собаке семь вёрст не крюк.
- Милому дружку семь вёрст не околица.
- Верста коломенская (о высокорослом человеке).
- Три локтя по карте (очень далеко)
- Косая сажень в плечах (о крупном человеке).
- Мерить на свой аршин.
- Ни грана (совести, сомнения и тому подобное).
- Проглотить аршин (о эмоционально скованном человеке).
- От горшка два вершка (о детях).
- Сто пудов (то есть непременно, несомненно). Сто пудов дыма (враньё, болтовня).
- Семь пядей во лбу (то есть умён).
- Мал золотник, да до́рог.
- Идти семимильными шагами.
- Узнать, почём фунт лиха (вариант: почём фунт изюма).
- Ни пяди земли (не уступить).
- Съесть пуд соли вместе (то есть хорошо узнать человека).